# ORANGE RANGE カーニバル〜春の祭典スペシャル〜 at さいたまスーパーアリーナ
『ORANGE RANGE カーニバル〜春の祭典スペシャル〜 at さいたまスーパーアリーナ』（オレンジレンジ カーニバル・はるのさいてんスペシャル・アット さいたまスーパーアリーナ）は、日本のミクスチャーバンド、ORANGE RANGEの7枚目のDVD。

## 解説
- ORANGE RANGE5枚目のライブDVD。2010年2月20日(土)“さいたまスーパーアリーナ”で行われた、「ORANGE RANGE カーニバル 〜春の祭典スペシャル〜」が、メンバーの宣言通り、これまでに発表されたシングル曲全てを演奏したライブ模様を2枚組のDVDに完全収録されている。
- このライブでのドラマーは桜井正宏である。

## 収録曲

### Disc1
1. キリキリマイ
デビューシングル。
2. 以心電信
2ndアルバム「musiQ」収録曲。
3. お願い!セニョリータ
11thシングル。
4. ビバ★ロック
3rdシングル。
5. チェスト
7thシングル。
6. サムライマニア
デビューシングル「キリキリマイ」c/w。
7. U topia
3rdアルバム「ИATURAL」収録曲。
8. UN ROCK STAR
14thシングル。
9. papa
2ndアルバム「musiQ」収録曲。これまでライブでは何度か披露されていたが、今作で初収録となった。
10. ＊〜アスタリスク〜
9thシングル。
11. キズナ
12thシングル。
12. ラヴ・パレード
10thシングル。
13. ミチシルベ〜a road home〜
5thシングル。
14. おしゃれ番長 feat.ソイソース
20thシングル。
15. DANCE2 feat.ソイソース
4thアルバム「ORANGE RANGE」収録曲。
16. GOD69
3rdアルバム「ИATURAL」収録曲。
17. 鬼ゴロシ
6thアルバム「world world world」収録曲。
18. TWISTER
1stアルバム「1st CONTACT」収録曲。
19. O2
19thシングル。
20. 瞳の先に
21stシングル。

### Disc2
1. 君station
18thシングル。
2. 祭男爵
2ndアルバム「musiQ」収録曲。
3. イケナイ太陽
17thシングル。
4. ロコローション
6thシングル。
5. 上海ハニー
2ndシングル。
6. シティボーイ
2ndアルバム「musiQ」収録曲。
7. Walk on
13thシングル「チャンピオーネ」c/w。
8. 花
8thシングル。
9. SAYONARA
15thシングル。
10. チャンピオーネ
13thシングル。
11. イカSUMMER
16thシングル。

～ENCORE～
1. ファンクテューン
インディーズ時代のアルバム「オレンジボール」収録曲。
2. Иatural Pop
3rdアルバム「ИATURAL」収録曲。
3. 落陽 〜Long ver.〜
4thシングルだが、1stアルバム「1st CONTACT」に収録されているバージョンでの披露。

### 特典映像
1. 裏Carnival Vol.01 〜at Rehearsal studio
2. 裏Carnival Vol.02 〜at Saitama Super Arena
3. DOCUMENTARY-16:25
4. シティボーイ 〜After Recording〜